# Notiosorex cockrumi
Espèce
Statut de conservation UICN

 LC  : Préoccupation mineure
Notiosorex cockrumi, parfois appelée Musaraigne du désert de Cockrum, est une espèce de mammifères de la famille des Soricidae.

## Distribution
Cette espèce se rencontre dans des milieux désertiques d'Amérique du Nord.
Elle est présente au sud de l'Arizona, notamment dans le parc national de Saguaro et au Sonora.